# روده (استان لوبلین)
روده (به لهستانی:  Rudy) یک روستا در لهستان است که در گمینا کونگسکووولا واقع شده‌است. روده ۳۴۴ نفر جمعیت دارد.